# Georg Ernst Konjetzny
Georg Ernst Konjetzny (ur. 26 kwietnia 1880 w Gliwicach, zm. 10 lutego 1957 w Hamburgu) – niemiecki chirurg.
Urodził się w 1880 roku w Gleiwitz (dziś Gliwice). Jego rodzina chciała, by studiował teologię, Konjetzny zdecydował się jednak studiować medycynę. Studia medyczne na Königliche Universität Breslau ukończył w 1906 roku. Następnie został asystentem w Instytucie Patologii w Chemnitz. Habilitację uzyskał w 1913 roku. Przez wiele lat pracował w klinice chirurgii Uniwersytetu w Kilonii u profesora Anschütza. W Kilonii został profesorem chirurgii; następnie przeniósł się do Kliniki Uniwersyteckiej Eppendorf w Hamburgu i został wybrany kierownikiem kliniki chirurgicznej, na którym to stanowisku pozostał do końca kariery naukowej.
Głównym obszarem zainteresowań Konjetzny'ego były choroba wrzodowa żołądka i rak żołądka. W 1923 roku opublikował monografię poświęconą chorobie wrzodowej żołądka i dwunastnicy, w 1938 roku ukazała się jego książka o raku żołądka. W pracy z 1923 roku wysunął tezę, że przewlekły stan zapalny śluzówki żołądka prowadzi do wrzodu trawiennego.

## Wybrane prace
- Chronische Gastritis und Duodenitis als Ursache des Magenduodenalgeschwürs. Ziegler's Beiträge zur Pathologischen Anatomie und zur Allgemeinen Pathologie. 1923; 71: 595 – 618.
- Der Magenkrebs. Stuttgart, Ferdinand Enke Verlag; 1938.
- Die Geschwürsbildung im Magen, Duodenum und Jejunum Stuttgart, Ferdinand Enke Verlag, 1947.